# 아르티

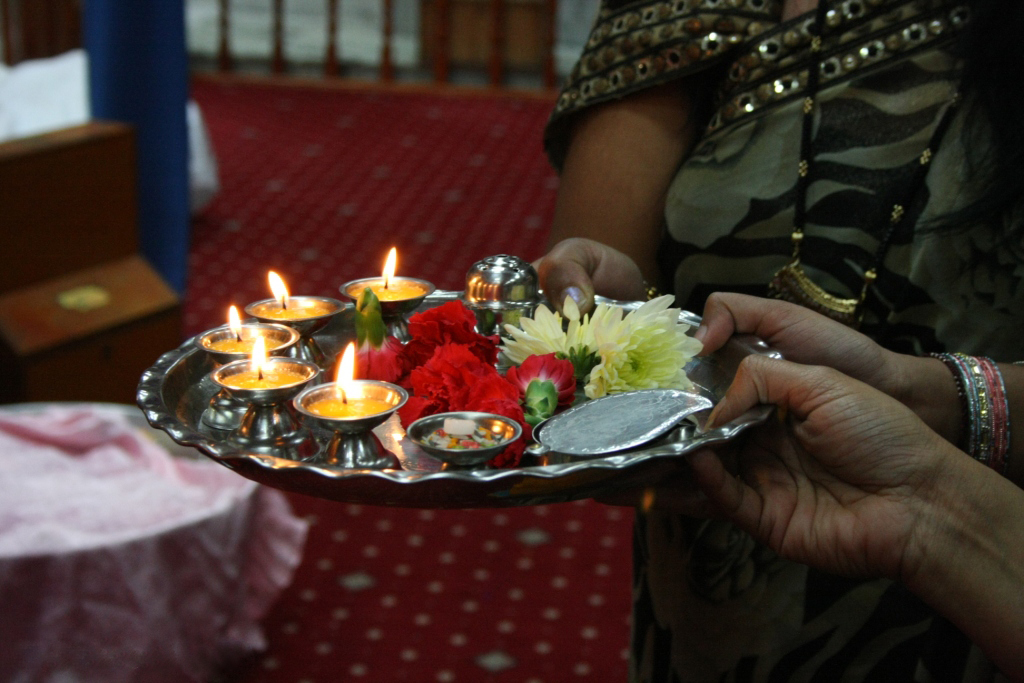
아르티 접시

아르티(힌디어: आरती) 또는 아라티(산스크리트어: आरात्रिक)는 힌두교 예배에서 사용되는 의식으로, 푸자의 일부이다. 이 의식에서는 장뇌, 기버터, 또는 기름으로 채워진 불꽃의 빛을 의례적으로 흔들어 신들을 숭배한다. 아르티는 또한 빛을 바칠 때 신을 찬양하며 부르는 찬송가를 의미하기도 한다. 시크교는 오직 헌신적인 노래만 포함하는 아르티 키르탄을 행하지만, 시크교의 니항파는 아르티를 위해 빛을 사용하기도 한다.

## 어원과 기원
아르티는 베다 화재 의식 또는 야즈나에서 유래된 것으로 생각된다. 아르티는 산스크리트어 단어 आरात्रिक (ārātrika)에서 파생되었는데, 이는 “어둠”을 제거한다는 의미의 rātrī를 의미한다. 마라티어 자료에 따르면, 이는 또한 Mahānīrāñjanā (산스크리트어: महानीराञ्जना)로도 알려져 있다. 스티븐 로젠에 따르면, 아르티는 "밤이 오기 전" 또는 예배자의 "물질적 체류에 대한 밤의 상징적인 끝, 이제 그는 신의 헌신의 빛 속에 자리 잡았다"는 의미이다.

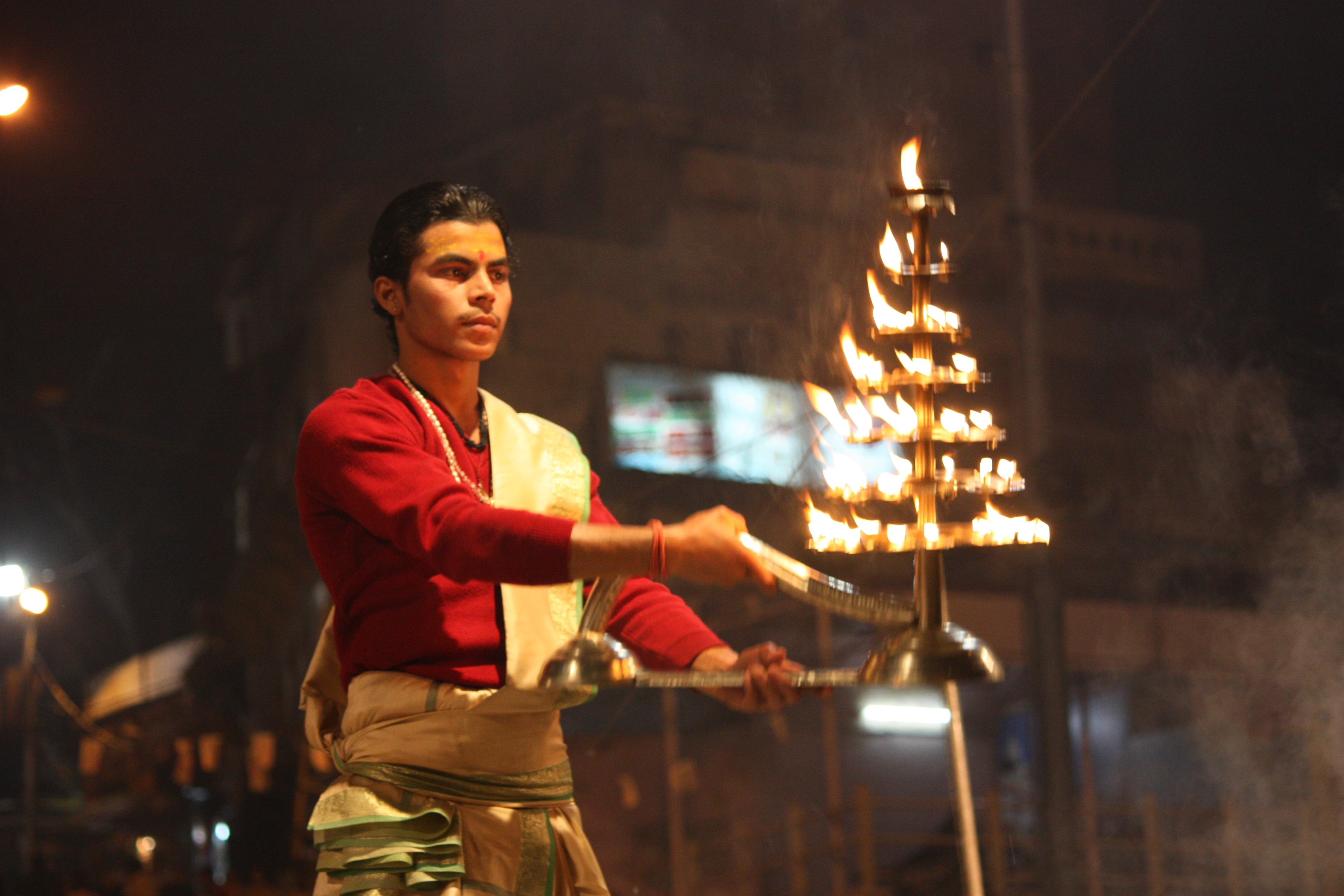
리시케시에서 행해진 아르티

## 의식
아르티는 단순한 예배 행위부터 화려한 의식까지 다양하지만, 거의 항상 조티(불꽃 또는 빛)를 포함한다. 여러 힌두교 전통과 사원에 따라 하루에 최대 8번까지 행해진다. 대부분의 힌두교 예배와 행사에서 행해지며, 종종 찬송가를 부르며 디야(램프)를 신의 무르티나 이콘 앞에서 시계 방향으로 돌리는 것을 포함한다. 신 앞에서 램프를 흔든 후, 램프는 신도에게 전달되며, 신도는 잠시 두 손바닥을 성스러운 불꽃 위에 올려 그 온기를 받는다. 그런 다음 신도는 손을 위로 들어 두 손바닥을 이마 쪽으로 가져가며 자기 정화와 신성과의 연결을 상징하는 제스처를 취한다.
아르티에 사용되는 디야(램프)는 주로 황동이나 다른 재료로 만들어지며, 장뇌, 기 (음식), 또는 기름에 적신 목화 심지가 들어있다. 아르티 접시에는 꽃, 향, 악샤타(쌀)와 같은 다른 봉헌물도 포함될 수 있다.
아르티의 목적은 겸손과 감사하는 마음으로 빛을 흔드는 것으로, 신도들은 신의 신성한 형상에 몰입하게 된다. 아르티에 사용되는 모든 부속물은 다섯 가지 요소를 상징한다.
1. 공간 (akasha) - 야크 꼬리 부채
2. 바람 (vayu) - 공작 부채
3. 불 (agni) - 램프 또는 양초
4. 물 (jalam)
5. 흙 (prithvi) - 꽃

아르티는 사업체나 가정 내의 신사에서도 행해질 수 있다.

## 의미

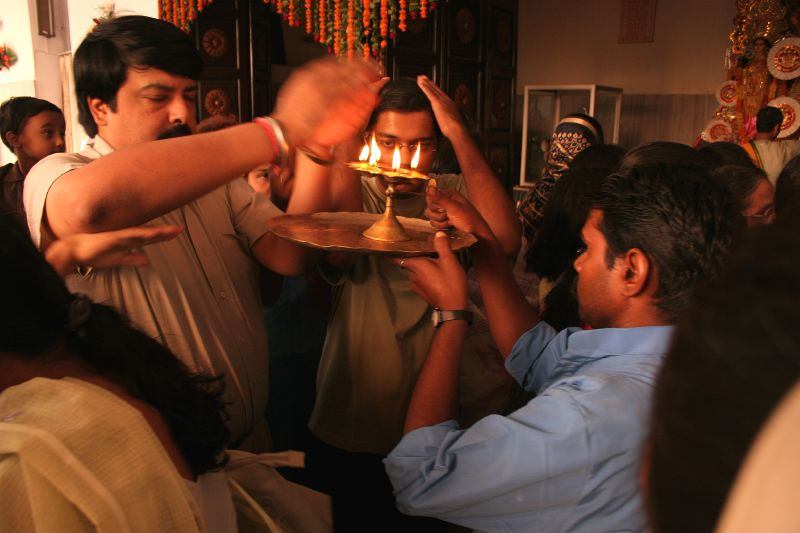
두르가 푸자 축제 중 아르티 축복을 받는 모습.

아르티는 행해지는 대상에 따라 사랑, 자비, 감사, 기도 또는 욕구 등 여러 측면을 표현한다. 예를 들어, 어른에게 행할 때는 존경의 표시가 될 수 있고, 신에게 행할 때는 기도가 되며, 집이나 차량에 행할 때는 희망이 될 수 있다. 아르티를 행하는 동안 감정과 기도는 종종 침묵으로 이루어지지만, 이는 의식을 수행하는 사람이나 관련된 공휴일에 따라 달라진다. 또한 불꽃 위로 상징적인 손동작을 통해 선의와 행운을 얻을 수 있다고 믿어진다.
아르티를 행할 때, 수행자는 신의 모습(또는 신성한 요소, 예를 들어 갠지스강)을 마주보고 신의 눈을 바라보며 신의 형상에 몰입하도록 집중한다. 아르티의 불꽃은 신의 여러 부분을 비춰주어 수행자와 구경꾼이 신의 형상을 더 잘 보고 집중할 수 있도록 돕는다. 아르티는 신 주위를 시계 방향으로 원을 그리며 흔든다. 매 원(또는 두세 번째 원)이 끝날 때, 아르티가 가장 아래(6~8시 방향)에 도달하면, 수행자는 그 상태(4~6시 방향)에서 뒤로 흔들고 다시 시계 방향으로 흔들기를 계속한다. 여기서 아이디어는 아르티가 우리 삶의 중심인 신을 중심으로 돌아가는 우리의 일상 활동을 나타낸다는 것이다. 아르티를 행하면서 신을 바라보는 것은 수행자(그리고 아르티 참석자들)에게 모든 활동의 중심에 신을 두도록 상기시키고, 일상적인 세속 활동이 중요성에서 부차적이라는 이해를 강화한다. 이러한 이해는 신도들에게 예상치 못한 슬픔을 견딜 힘을 주고, 행복한 순간에도 겸손하고 신을 기억하게 한다.
세속적인 활동 외에도 아르티는 자기 자신을 나타내기도 한다. 따라서 아르티는 개인이 신성이나 신성에 부차적이라는 것을 의미한다. 이는 개인의 자존심을 낮추고 높은 사회적, 경제적 지위에도 불구하고 겸손함을 유지하는 데 도움이 된다. 이 의식에 대한 세 번째 흔한 이해는 아르티가 물질적 쾌락과 욕망의 힘이 개인을 압도하지 않도록 경계심을 유지하라는 상기시켜주는 역할을 한다는 것이다. 불이 켜진 심지가 빛을 제공하고 어둠을 쫓아내듯이, 개인의 경계심은 물질 세계의 영향을 멀리할 수 있다.
아르티는 신에게만 국한되지 않는다. 아르티는 모든 생명체뿐만 아니라 문화 발전에 도움이 되는 무생물에도 행해질 수 있다. 이는 아르티가 끝날 때 수행자가 모든 신도들에게 아르티를 흔드는 것으로 예시된다. 이는 모든 사람이 신의 일부를 내면에 가지고 있으며, 수행자가 이를 존경하고 경배한다는 의미이다. 힌두인이 차량, 전자제품 등 무생물을 처음 사용할 때 존경의 표시이자 그 물건이 자신의 일에 도움이 되기를 기도하는 의미로 아르티를 행하는 것은 흔한 관행이다. 이는 쿰쿰과 쌀을 사용하여 상서로운 붉은 표시를 하는 의식과 유사하다.

## 노래

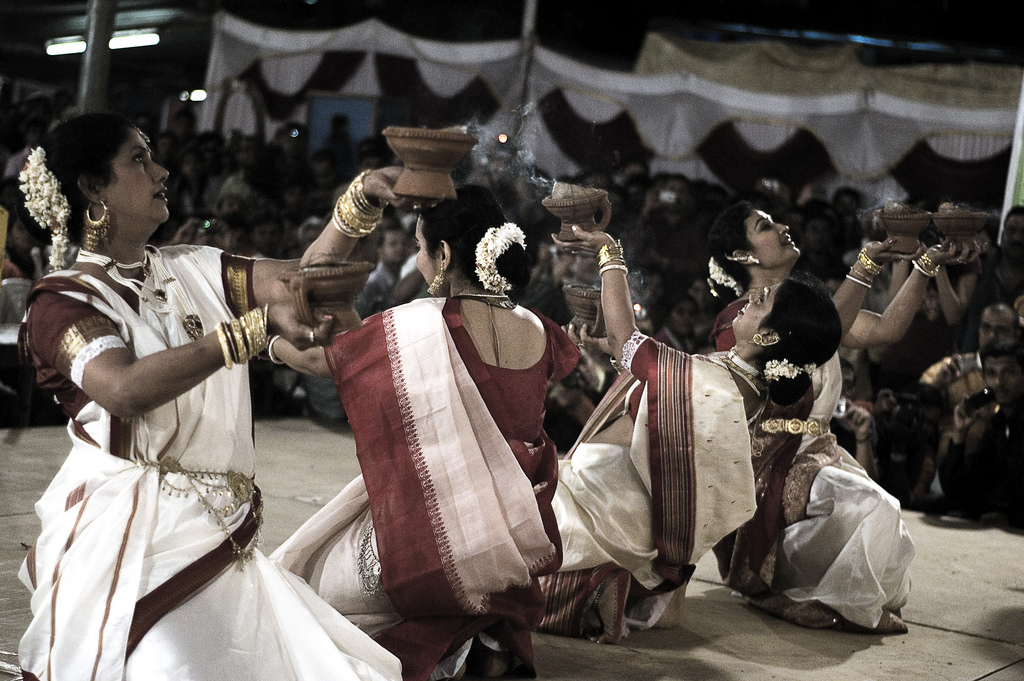
2009년 방갈로르의 아르티 춤.

힌두교에는 아르티 의식에 맞춰 부르는 긴 찬송가 전통이 있다. 주로 의식을 바치는 신의 미덕을 찬양하며, 여러 종파는 저녁 및 아침 아르티 동안 다양한 사원에서 합창으로 자주 불리는 공통 아르티 찬송가의 자체 버전을 가지고 있다. 때로는 신의 삶에 대한 정보도 포함된다.
가장 흔하게 불리는 아르티는 모든 신에게 바쳐지는 "보편적인 아르티"로 알려진 옴 자이 자그디쉬 하레이다. 옴 자이 시브 옴카라, 옴 자이 락슈미 마타, 옴 자이 암베 가우리, 옴 자이 아디야 샤크티, 옴 자이 사라스와티 마타, 옴 자이 강게 마타, 옴 자이 툴시 마타, 옴 자이 수리야 바그반과 같은 다른 신들을 위한 아르티도 사용된다. 가네샤 숭배에서는 마하라슈트라에서 "수가카르타 두카하르타" 아르티가 인기가 많다.
스와미나라얀 만디르에서는 자이 사드구루 스와미가 아르티로 불린다. 인도 대부분의 사원에서는 매일 최소 두 번, 의례적인 푸자 후에 아르티가 행해지며, 이때 가장 많은 신도들이 모인다.
푸쉬티마르그 하벨리스에서는 "하벨리 산기트"(키르탄)가 불리는 동안 오직 무키야지(사제)만이 아르티를 행한다. 신도들은 아르티를 지켜보기만 하고 크게 참여하지 않는다. 집에서 행해지는 바잔이나 우트사브(축제) 동안에는 "자이 자이 슈리 야무나"가 불리며 신도들은 아르티를 행한다. 저녁 아르티는 해가 진 후에 행해지기 때문에 쉬리나트지 경이 밖에서 놀다가 다쳤는지 확인하기 위해 행해진다고 한다.

## 두르가 푸자
벵골 축제 두르가 푸자 동안, 큰 가죽 현악기인 다크를 든 의례적 드러머들인 다키는 아르티 또는 두누치 나리타라고 불리는 의례적 춤 예배 중에 그들의 기술을 뽐낸다.

## 시크교
시크교에서 가간 마이 탈은 구루 나나크 첫 구루가 1506년 또는 1508년 인도 아대륙 동부로의 우다시(여행) 중 푸리 자간나트 사원에서 읊었던 아르티의 일종이다. 암리차르 시크교도들은 구루 나나크, 라비다스 및 다른 바가트와 구루의 몇몇 샤바드를 포함하는 아르티 키르탄을 부른다. 그들에 따르면, 이는 시크교의 영원한 구루이자 주요 경전인 구루 그란트 사히브 형태의 신성한 지혜의 아르티이다. 이는 구루 그란트 사히브 앞에 무릎 꿇고 절하는 것과 같은 것으로 간주된다. 이 아르티는 의식용 도구를 사용하지 않고, 암리차르의 하르만디르 사히브와 전 세계 대부분의 구르드와라에서 매일 레라아스 사히브와 아르다스를 낭송한 후에 불린다.
예외는 니항 종단으로, 그 구성원들은 먼저 아르타(신앙에서 이차적, 삼차적으로 중요한 경전인 다삼 그란트와 사르블로흐 그란트의 반니스에서 파생된 기도문)를 낭송하고, 힌두교의 관습처럼 의식 중에 디야, 꽃, 소라껍데기, 종, 향을 사용한다. 이러한 형태의 시크 아르티는 파트나 사히브와 하주르 사히브에서도 낭송된다.